# Simo Puupponen
Simo Tapio Puupponen, född 23 oktober 1915 i Kuopio, död 11 oktober 1967 i Helsingfors, var en finländsk författare och publicist. 
Puupponen anställd vid Savon Sanomat 1941–1953. Han skrev under pseudonymen Aapeli med ironi spetsade kåserier, vilka tillhör det yppersta som producerats på finska i denna genre. Han utgav bland annat talrika kåserisamlingar, romaner med motiv ur småstadslivet (bland annat Meidän herramme muurahaisia, 1954, betecknad som en finsk variant av Edgar Lee Masters Spoon River Anthology), och pojkböcker. Aapelis bok Koko kaupungin Vinski (1954; 16:e upplagan 1998) har översatts till svenska, Hela stans Ville (1960), medan miniatyrromanen Pikku Pietarin piha (1958), som är hans mest kända arbete, finns bland annat på tyska (Hof des kleines Petrus, 1961). Detta verk har dramatiserats både för scenen och för televisionen samt filmatiserats. Boken handlar om en liten pojkes upplevelser i en finländsk inlandsstad med starka drag av 1930-talets Kuopio. Han tilldelades Eino Leino-priset 1959. Han gravsattes på Sandudds begravningsplats i Helsingfors.